# كارل كرايبيلين
كارل كرايبيلين (بالألمانية: Karl Kraepelin)‏ (و. 1848 – 1915 م) هو عالم نبات، وعالم حيواني، وarachnologist من الاتحاد الألماني . ولد في نوياشترليتز.
توفي في هامبورغ ، عن عمر يناهز 67 عاماً.